# Orlando Costas
Orlando Enrique Costas (15 de junho de 1942, Ponce - 5 de novembro de 1987, Newton) foi um teólogo, missiólogo, pastor e professor porto-riquenho radicado nos Estados Unidos.

## Biografia
Filho de pais metodistas, Orlando Costas iniciou seus estudos primários em uma escola batista em Ponce. Na juventude, emigrou com seu pai para os Estados Unidos, indo residir com uma tia no Bronx (distrito de Nova Iorque), onde teve contato com o preconceito contra os porto-riquenhos.
Depois, seu pai conseguiu um emprego em Bridgeport e Orlando voltou a residir com seus pais e a família passou a integrar a Igreja Congregacional. Concluiu o ensino médio e começou a faculdade na Universidade Bob Jones; em 1961 voltou a Bridgeport e se tornou pastor interino de uma igreja. Continuou seus estudos no Missionary College of Nyack e durante esses anos, pastoreou no Brooklyn e em Long Island.
Em dezembro de 1962, casou-se com Rosa Lydia Feliciano, com quem teve duas filhas, Annette e Dannette.
Retornou a Porto Rico, onde atuou como pastor na Igreja Batista em Yauco e estudou História na Universidade Interamericana. Em 13 de fevereiro de 1965, foi ordenado pelas Igrejas Batistas Americanas de Porto Rico. No que chamou de sua experiência de "segunda conversão", seus estudos o levaram a questionar a hegemonia política dos Estados Unidos na América Latina. A partir dessa compreensão, desenvolveu uma nova perspectiva cristológica que vê Jesus como aquele que se identifica com os marginalizados.
Entre 1966-1969, pastoreou a Iglesia Evangélica Bautista em Milwaukee, Wisconsin. Nesse período, estudou teologia pastoral na Trinity Evangelical Divinity School, teologia no Wheaton College, e completou um mestrado em Teologia Bíblica e Sistemática na Winona Lake School of Theology. Em 1969, completou um M.Div no Garrett-Evangelical Theological Seminary. Nesse período, participou de diferentes grupos comunitários. Por dois anos, foi o diretor de serviços especiais do Centro Cristão de Milwaukee; em 1967, foi representante da comunidade hispânica na Comissão para o Desenvolvimento Social de Milwaukee; em 1968, ministrou um curso de história da América Latina na Universidade de Wisconsin, foi membro do comitê fundador da Educação Política Latino-Americana e fundador de um jornal da comunidade hispânica, denominado La Guardia; também fundou União Civil Latino-Americana pelos Direitos Civis e a Universidade del Barrio; em 1969, foi consultor de um Programa de Educação de Transição do Conselho de Educação Superior de Wisconsin; foi nomeado para a Comissão Estadual de Direitos Humanos na Divisão de Indústria, Trabalho e Relações Humanas. Nessa época, aprendeu sobre organização política com a comunidade afro-americana e refletiu sobre a conexão entre teologia e política e não as viu como mutuamente excludentes. A partir dessa perspectiva, começou a desenvolver uma teologia que colocava e respondia perguntas dentro do contexto vivido de seu povo.
Na década de 1970, Orlando serviu como missionário em San José, Costa Rica sob a Latin American Mission: foi professor de comunicação e missiologia do Seminário Bíblico Latinoamericano (SBL) (1970-1973); foi secretário de estudos teológicos da "In Depth Evangelism", coordenador de "Seminary Studies" e diretor do SBL (1970-1971); publicou seu primeiro livro (1971); foi secretário de Pesquisa e Comunicação do Instituto para Evangelismo Profundo e diretor de Comunicação Religiosa do SBL (1971-1973); foi secretário de Estudos e Publicações do Instituto de Evangelismo Profundo e diretor do Centro Evangélico de Estudos Pastorais (CELEP) (1972-1976). Nesse período, escreveu oito livros sobre os temas homilética, evangelismo, crescimento da igreja, história do protestantismo na América Latina e missiologia latino-americana e também foi professor visitante no Seminário Teológico Gordon Conwell em Massachusetts.
Em 1976, completou seu doutorado em teologia na Universidade Livre de Amsterdã, orientado por Johannes Verkuyl, com a tese Theology of the Crossroads in Contemporary Latin America: Missiology in Mainline Protestantism, 1969-1974.
Entre 1977 e 1980, foi missionário do Conselho de Missões Mundiais da Igreja Unida de Cristo; editor de Pastoralia e de Occasional Essays; coordenador do projeto Historia de la Teología y Filosofía en América Latina, que resultou em um complemento à obra de doze volumes "Historia General del Cristianism en América Latina" escrita pela Comissão para o Estudo da História da Igreja Latino-Americana (CEHILA). Em 1980, aceitou o cargo de professor de missiologia e de Ministérios Hispânicos no Eastern Baptist Theological Seminary em Filadélfia, Pensilvânia. Em 1984, tornou-se reitor da Andover Newton Theological School em Newton, Massachusetts.
Em 1987, tirou um ano sabático; ensinou no Mansfield College em Oxford, Inglaterra, e depois foi para Jerusalém como pesquisador visitante do Instituto Ecumênico de Teologia Avançada em Tantur. Problemas de saúde o forçaram a retornar para Massachusetts, falecendo em sua casa devido a um câncer no estômago.
Costas é reconhecido por sua contribuição para a Teologia latino-americana e como um importante defensor da Teologia da Missão Integral.

## Obras
- "Liberating news! A theology of contextual evangelization" (1989). Grand Rapids, MI: Eerdmans.
- "Evangelización contextual: Fundamentos teológicos y pastorales" (1986). San José, Costa Rica: Editorial SEBILA.
- "Predicación evangélica y teología hispana" (1984). (Ed.) San Diego: Publicaciones LasAméricas.
- "Christ outside the gate: Mission beyond Christendom" (1982). Maryknoll, NY: Orbis Books.
- "The integrity of mission: The inner life and outreach of the church" (1979). SanFrancisco: Harper and Row.
- "Compromiso y misión" (1979). Miami: Editorial Caribe.
- "Introducción a la comunicación I" (1976). San José, Costa Rica: SEBILA
- "Theology of the crossroads in contemporary Latin America" (1976). Amsterdam, Netherlands: Editions Rodopi.
- "El Protestantismo en América Latina hoy" (1974). San José, Costa Rica: Publicaciones INDEF.
- "The church and its mission: A shattering critique from the third world" (1974). Wheaton, IL.: Tyndale House Publishers.
- "Messages sur evangélization totale" (1974). Bruxelles, Belgium: Comité de Litterature, Evangélization Totale en Belgigue.
- "Hacia una teología de la evangelización" (1973). (Ed.). Buenos Aires, Argentina: La Aurora.
- "Qué significa evangelizar hoy?" (1973). San José, Costa Rica: Publicaciones INDEF.
- "Comunicación por medio de la predicación" (1973). Miami: Editorial Caribe.
- "La iglesia y su misión evangelizadora" (1971). Buenos Aires, Argentina: La Aurora[1].